# Fiamma olimpica dei XX Giochi olimpici invernali
La fiamma olimpica dei XX Giochi olimpici invernali venne accesa a Olimpia, il 27 novembre 2005, con la cerimonia rituale che precede ogni edizione delle Olimpiadi, e viaggiò sulle torce progettate e costruite da Pininfarina attraverso una staffetta di 10 535 tedofori e un percorso di 13306 km lungo le strade di Grecia, Città del Vaticano, Malta, Slovenia, Austria, Svizzera, Francia e Italia, fino a giungere allo stadio Olimpico di Torino il 10 febbraio 2006, giorno della cerimonia di apertura dei Giochi, quando l'ultima tedofora Stefania Belmondo con la sua torcia accese il braciere olimpico, che rimase ardente fino al 26 febbraio, giornata conclusiva della manifestazione.

## Torcia

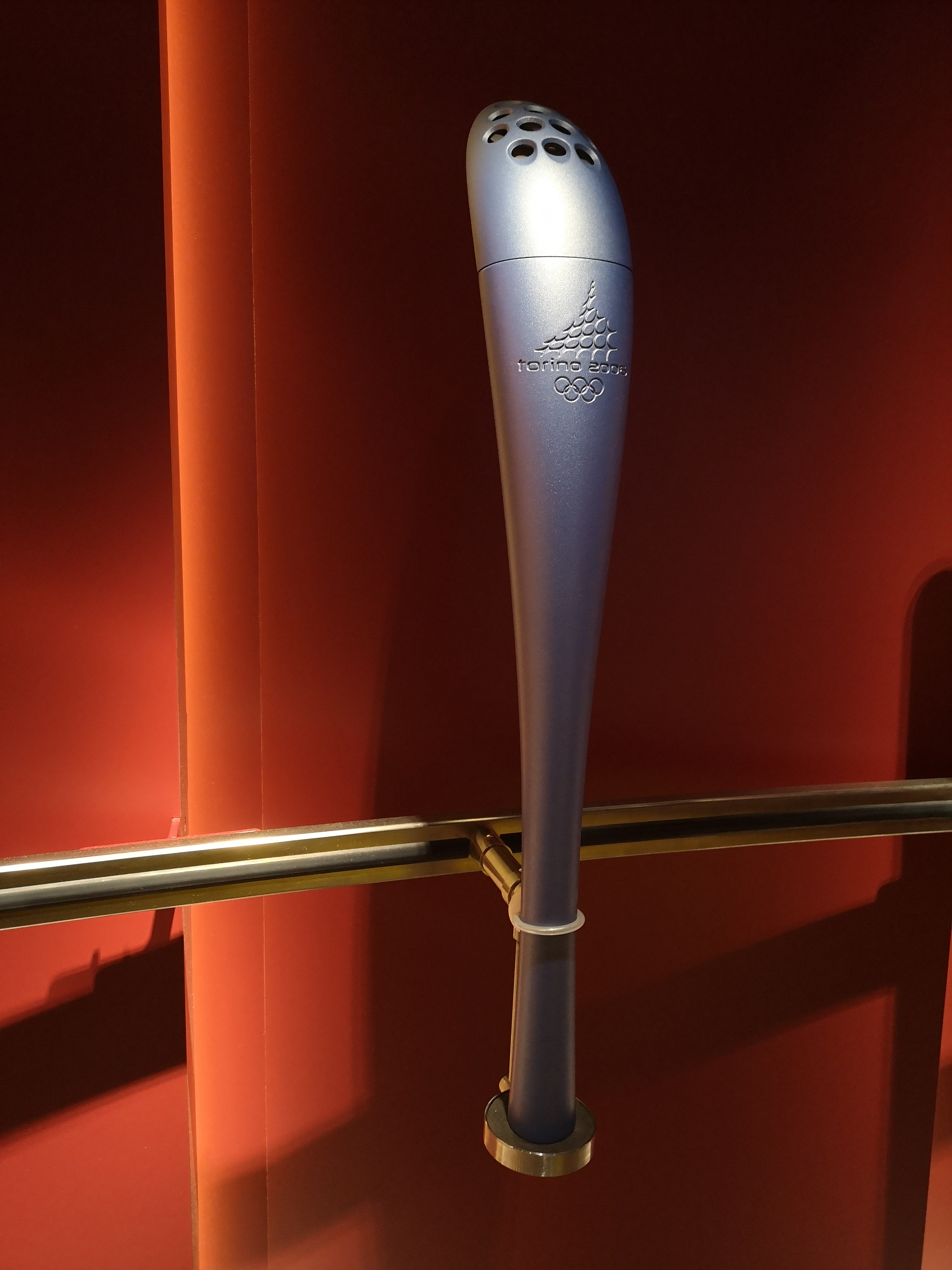
Una copia della torcia olimpica di Torino 2006, esposta al museo olimpico di Losanna.

La torcia olimpica fu progettata e prodotta da Pininfarina, azienda torinese, attiva nel settore delle carrozzerie per automobili, dopo un lavoro di 18 mesi fatto da una squadra di 30 persone, per un totale di oltre 20 000 ore lavorative.
Realizzata in alluminio e plastica nelle parti esterne, ed acciaio e rame in quelle interne, per una lunghezza totale di 77 cm e un peso di 1,9 kg, la torcia era dotata di un sistema di combustione interno alimentato da una miscela formata al 40% di propilene e 60% di butano, per un tempo di combustione di 15 minuti, grazie a un brevetto firmato Cavagna Group. Questo brevetto consisteva in una bombola di alluminio su cui era installato un regolatore per la riduzione della pressione, con la funzione di controllare la pressione del gas contenuto, anche in caso di corsa molto veloce del tedoforo e di raffiche di vento da 120 km/h; anche il colore giallo-arancione e la particolare consistenza della fiamma, necessari per motivi di immagine e resa televisiva, furono frutto dello studio e della messa a punto della tecnologia del regolatore da parte di Cavagna Group.
La forma della torcia era ispirata a ricordare contemporaneamente uno sci e il monumento simbolo di Torino (la Mole Antonelliana), e riportava la scritta "Torino 2006" insieme allo stemma dei Giochi e ai cinque cerchi olimpici. La fiamma invece di sgorgare dalla cima della torcia circondava il corpo della stessa, in modo da dare l'impressione che stesse andando a fuoco.
La torcia ricevette il premio "Lorenzo il Magnifico" alla Biennale internazionale dell'arte contemporanea di Firenze.

## Staffetta

### Tedofori

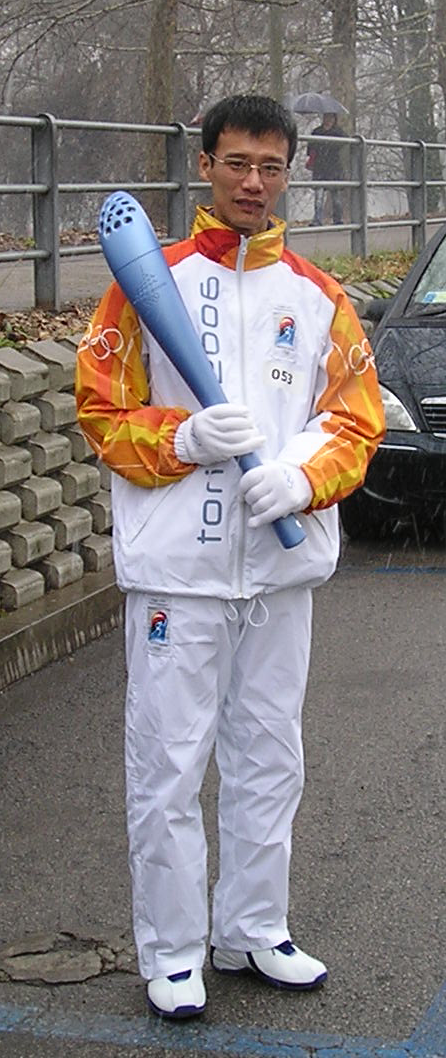
Tedoforo in attesa a Padova, 17 gennaio 2006

I tedofori furono in totale 10 535 (534 in Grecia e 10 001 in Italia e nazioni confinanti) e furono selezionati dagli organizzatori e da alcuni partner, tra la fine di settembre e l'inizio di novembre 2005. La candidatura era aperta a tutti, e poteva essere effettuata compilando un modulo sul sito internet ufficiale. I candidati prescelti vennero avvisati circa un mese prima della staffetta che dovevano compiere. Ad ogni tedoforo venne fornita la divisa ufficiale, composta da tuta, berretto e guanti in lana targati "Torino 2006"; se lo desiderava, poteva acquistare la torcia numerata utilizzata nella propria frazione di staffetta al costo di 300 €.
Il primo tedoforo, ad Olimpia, fu l'astista greco Konstadinos Filippidis mentre l'ultima, che accese il braciere allo stadio Olimpico, fu la fondista italiana Stefania Belmondo (medaglia d'oro, d'argento e di bronzo sia ad Albertville 1992 sia a Salt Lake City 2002; due bronzi a Lillehammer 1994 e argento e bronzo a Nagano 1998).
Tanti furono i tedofori italiani famosi (elenco non esaustivo): il maratoneta Stefano Baldini; gli sciatori alpini Alberto Tomba, Piero Gros e Deborah Compagnoni; i fondisti Maurilio De Zolt, Marco Albarello, Giorgio Vanzetta e Silvio Fauner; il biatleta Pieralberto Carrara; gli atleti Salvatore Antibo e Fabrizio Donato; i calciatori Paolo Di Canio, Alessandro Nesta, Andriy Shevchenko e Francesco Totti; l'allenatore Marcello Lippi; l'arbitro di calcio Rosario Lo Bello (suo padre fu tedoforo ai Giochi di Roma 1960); i ginnasti Igor Cassina e Yuri Chechi; il pilota Jarno Trulli; la pallanuotista Alexandra Araujo; i cestisti Dino e Andrea Meneghin; lo schermidore Andrea Cassarà; la nuotatrice Ambra Migliori; il pugile Sven Paris; personaggi del mondo dello spettacolo come Niccolò Ammaniti, Giorgio Armani, Claudio Baglioni, Milly Carlucci, Ficarra e Picone, Roby Facchinetti, Adriano Galliani, Sabrina Ferilli, Linus, Gianni Morandi, Cristina Parodi, Simona Ventura, Gianfranco Vissani.

### Frazioni
Il percorso a piedi fu complessivamente di 13306 km (2006 km in Grecia e 11300 km in Italia e nazioni confinanti), suddiviso in 10 534 frazioni (534 in Grecia e 10 001 in Italia e nazioni confinanti), ciascuna di 400 m, in cui il tedoforo poteva scegliere se effettuarlo di corsa o camminando.

### Percorso
La fiamma è stata accesa all'altare del tempio di Estia ad Olimpia il 27 novembre 2005: dopo essere sfilata davanti al monumento a Pierre de Coubertin, è stata consegnata al primo tedoforo, il saltatore con l'asta Konstadínos Filippídis. Dopo alcuni giorni di staffetta in Grecia, è stata ufficialmente consegnata al comitato organizzatore dei Giochi torinesi durante la tradizionale cerimonia allo stadio Panathinaiko di Atene il 7 dicembre seguente.
La fiamma è arrivata in Italia il giorno dopo, 8 dicembre, data in cui il Presidente della Repubblica Carlo Azeglio Ciampi l'ha consegnata, dopo una cerimonia nella piazza del Quirinale, al primo tedoforo italiano, Stefano Baldini, che ha dato inizio ad un viaggio per tutte le province del paese. La destinazione finale della fiamma era lo stadio Olimpico di Torino, dove nel corso della cerimonia inaugurale delle Olimpiadi, il 10 febbraio 2006, sarebbe stato acceso il braciere olimpico.
Il percorso della staffetta olimpica ha attraversato tutti i capoluoghi di provincia italiani e numerose altre località. La fiamma olimpica è stata portata anche all'estero, con brevi passaggi in tutti i paesi che confinano con l'Italia: Città del Vaticano (dove la fiaccola ha ricevuto la benedizione del papa Benedetto XVI), Malta, San Marino, Slovenia, Austria, Svizzera e Francia (dove la fiamma ha transitato per due città che nel passato hanno ospitato i Giochi Olimpici invernali, Grenoble e Albertville).
La sera del 10 febbraio 2006, nel corso della cerimonia di apertura dei Giochi, la fiamma olimpica è stata portata all'interno dello Stadio Olimpico da Alberto Tomba, campione dello sci alpino, che ha dato inizio all'ultima parte della staffetta. Dopo di lui, la torcia è passata ai quattro componenti della staffetta italiana di sci di fondo che vinse l'oro a Lillehammer 1994: Maurilio De Zolt, Marco Albarello, Giorgio Vanzetta e Silvio Fauner. A De Zolt, il più anziano del gruppo, il compito di reggere la fiaccola nel tratto percorso dai quattro fondisti. La torcia è poi passata al piemontese Piero Gros, oro nello slalom speciale a Innsbruck 1976, poi a Deborah Compagnoni, tre volte campionessa olimpica nello sci alpino, ed infine alla fondista Stefania Belmondo, vincitrice di dieci medaglie olimpiche in carriera (record per lo sport italiano). La Belmondo, ultimo tedoforo, con la torcia ha acceso il complesso meccanismo che ha portato la fiamma in cima alla torre del braciere olimpico tra i fuochi d'artificio.

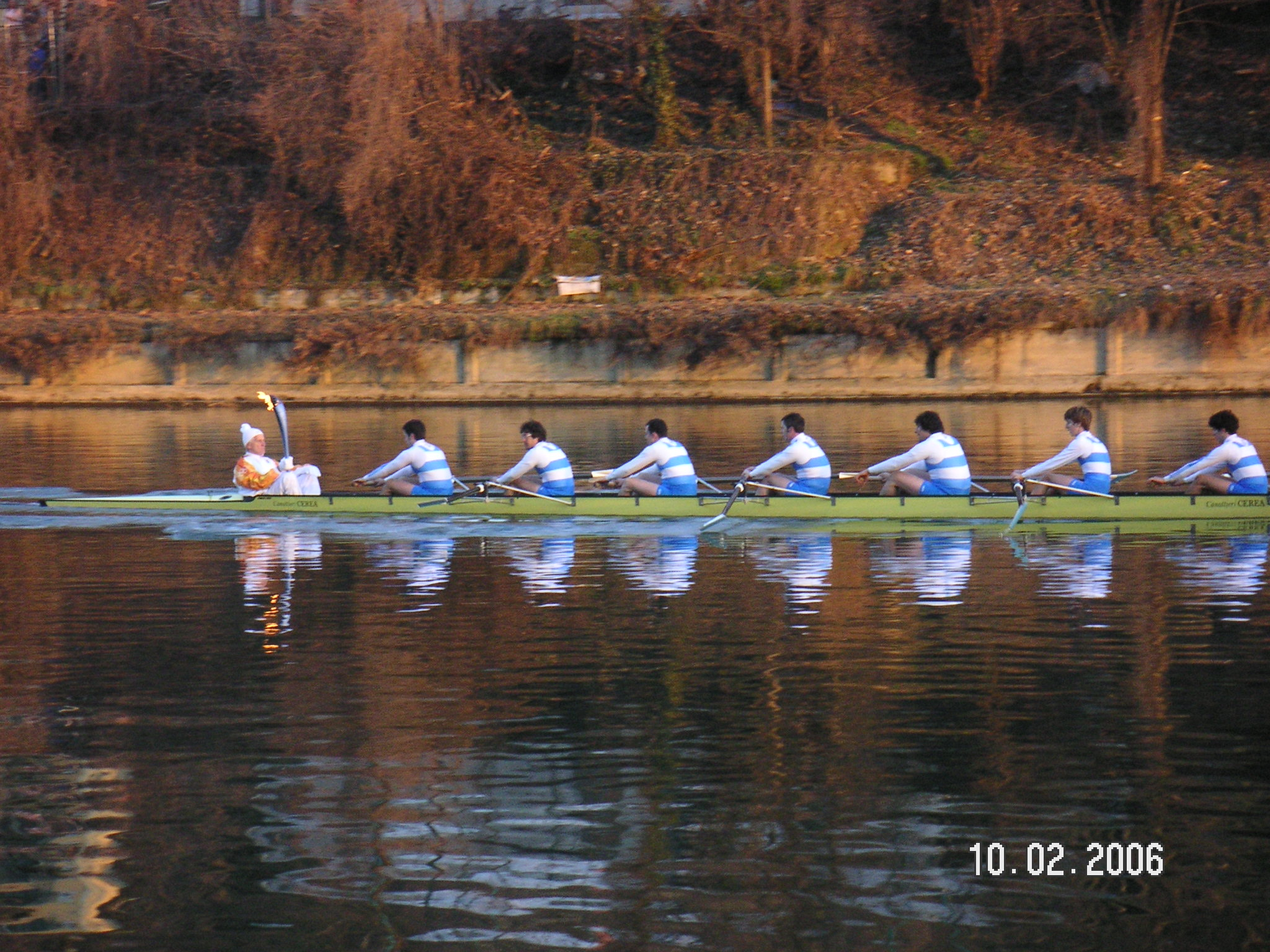
La fiaccola trasportata nell'ultima tappa da una barca della Reale Società Canottieri Cerea, 10 febbraio 2006

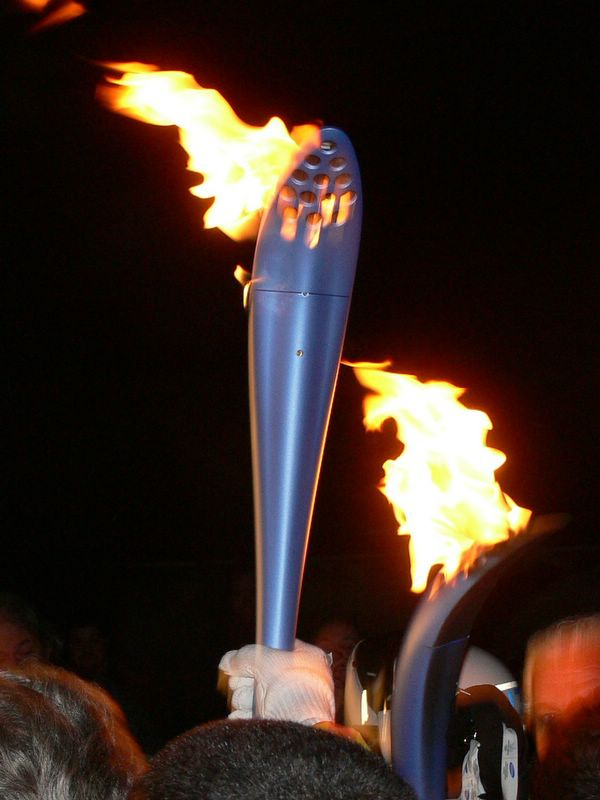
La fiamma olimpica a Varese, 30 gennaio 2006

Riepilogo delle località attraversate dal percorso della staffetta
| Data             | Località |
| ---------------- | --- |
| 27 novembre 2005 | Olimpia (accensione della fiamma) |
| 28 novembre 2005 | Aroania, Kalavryta |
| 29 novembre 2005 | Parnaso |
| 30 novembre 2005 | Karpenisi, Pertouli |
| 1º dicembre 2005 | Kalambaka, Metsovo |
| 2 dicembre 2005  | Vasilitsa, Kozani |
| 3 dicembre 2005  | Pisoderi |
| 4 dicembre 2005  | Naousa, Kato Vermio |
| 5 dicembre 2005  | Elatochori, Salonicco |
| 6 dicembre 2005  | Volos, Stylida |
| 7 dicembre 2005  | Arachova, Livadeia, Tebe, Atene (viaggio in aereo verso Roma) |
| 8 dicembre 2005  | Roma (3 cerimonie), Città del Vaticano (cerimonia), Roma (sosta tecnica) Roma |
| 9 dicembre 2005  | Genzano di Roma, Ariccia, Albano Laziale, Castel Gandolfo, Marino, Grottaferrata, Frascati, Grottaferrata, Ciampino, Roma (sosta tecnica) Roma |
| 10 dicembre 2005 | Viterbo, Orvieto (sosta tecnica) Terni, Labro, Rieti |
| 11 dicembre 2005 | Terni, Spoleto, Foligno, Assisi (sosta tecnica) Assisi, Bastia Umbra, Perugia |
| 12 dicembre 2005 | Montepulciano, Pienza, Montalcino, Cinigiano (sosta tecnica) Grosseto, Siena |
| 13 dicembre 2005 | Colle di Val d'Elsa, Volterra, San Gimignano, Volterra (sosta tecnica) Cecina (in parte in bicicletta), Rosignano Marittimo, Livorno (in parte in barca) |
| 14 dicembre 2005 | Pontedera, Montopoli in Val d'Arno, San Miniato, Empoli (sosta tecnica) Empoli, Lastra a Signa, Scandicci, Firenze |
| 15 dicembre 2005 | Calenzano, Prato (cerimonia), Pistoia, Serravalle Pistoiese, Pieve a Nievole (sosta tecnica) Pieve a Nievole, Montecatini Terme, Buggiano, Pescia, Capannori, Lucca |
| 16 dicembre 2005 | Abetone (cerimonia), Massarosa, Viareggio, Pisa (sosta tecnica) Pisa, Vecchiano, San Giuliano Terme, Pisa |
| 17 dicembre 2005 | Camaiore, Pietrasanta, Forte dei Marmi, Montignoso, Massa (sosta tecnica) Massa, Carrara, La Spezia, Ameglia, Arcola, Lerici, La Spezia |
| 18 dicembre 2005 | Sestri Levante, Lavagna, Chiavari, Zoagli, Lavagna, Rapallo, Santa Margherita Ligure, Portofino, Recco, Sori, Pieve Ligure, Genova (sosta tecnica) Genova |
| 19 dicembre 2005 | Porto Torres, Alghero, Sassari (sosta tecnica) Sassari, Nuoro |
| 20 dicembre 2005 | Oristano, Santa Giusta, Cagliari (sosta tecnica) Cagliari |
| 21 dicembre 2005 | La Valletta, Siracusa (cerimonia), Noto, Ragusa |
| 22 dicembre 2005 | Comiso, Vittoria, Gela, Licata, Lampedusa e Linosa (cerimonia), Agrigento |
| 23 dicembre 2005 | Mazara del Vallo, Marsala, Trapani, Palermo (sosta tecnica) Palermo |
| 26 dicembre 2005 | Caltanissetta, Enna (sosta tecnica) Catania |
| 27 dicembre 2005 | Acireale, Giardini-Naxos, Taormina (in parte in carretto), Messina (sosta tecnica) Messina, Reggio Calabria |
| 28 dicembre 2005 | Gioia Tauro, Rosarno, Vibo Valentia, Pizzo, Lamezia Terme (sosta tecnica) Lamezia Terme, Catanzaro |
| 29 dicembre 2005 | Crotone, San Giovanni in Fiore (sosta tecnica) Spezzano della Sila, Cosenza, Rende, Cosenza |
| 30 dicembre 2005 | Praia a Mare, Tortora, Maratea, Padula, Sala Consilina (sosta tecnica) Potenza |
| 31 dicembre 2005 | Salerno (cerimonia), Vietri sul Mare, Cava de' Tirreni, Scafati, Pompei (sosta tecnica) Pompei, Torre Annunziata, Torre del Greco, Ercolano, Portici, Napoli |
| 1º gennaio 2006  | Formia, Gaeta, Latina (sosta tecnica) Latina, Frosinone |
| 2 gennaio 2006   | Cassino, Capua, Santa Maria Capua Vetere, Casagiove, Santa Maria Capua Vetere, Curti, Casapulla, Casagiove, Caserta (sosta tecnica) Caserta, Mercogliano, Avellino, Benevento |
| 3 gennaio 2006   | Gravina in Puglia, Altamura, Matera (sosta tecnica) Matera, Taranto |
| 4 gennaio 2006   | Grottaglie, Francavilla Fontana, Nardò, Gallipoli (sosta tecnica) Gallipoli, Parabita, Matino, Casarano, Otranto, Lecce |
| 5 gennaio 2006   | Brindisi, Ostuni, Locorotondo, Alberobello (sosta tecnica) Alberobello, Monopoli, Polignano a Mare, Bari |
| 6 gennaio 2006   | Bitonto, Terlizzi, Ruvo di Puglia, Corato, Trani (sosta tecnica) Trani, Barletta, Cerignola, Foggia |
| 7 gennaio 2006   | Manfredonia, San Giovanni Rotondo, San Marco in Lamis, San Severo (sosta tecnica) Termoli, Campobasso |
| 8 gennaio 2006   | Isernia, Roccaraso, Sulmona (sosta tecnica) Chieti, Pescara |
| 9 gennaio 2006   | Pescara, Montesilvano, Città Sant'Angelo, Silvi, Pineto, Roseto degli Abruzzi (sosta tecnica) Roseto degli Abruzzi, Morro d'Oro, Roseto degli Abruzzi, Giulianova, Teramo, L'Aquila |
| 10 gennaio 2006  | Ascoli Piceno, Porto San Giorgio, Fermo, Corridonia (sosta tecnica) Corridonia, Macerata, Recanati, Ancona |
| 11 gennaio 2006  | Jesi, Fabriano, Gubbio (sosta tecnica) Città di Castello, Monterchi, Arezzo |
| 12 gennaio 2006  | Urbino, Pesaro, Gabicce Mare, Pesaro, Cattolica (sosta tecnica) Cattolica, Misano Adriatico, Riccione, Rimini, San Marino |
| 13 gennaio 2006  | Cesena, Forlì (cerimonia e sosta tecnica) Ravenna, Castel San Pietro Terme, Ozzano dell'Emilia, San Lazzaro di Savena, Bologna |
| 14 gennaio 2006  | Modena, Maranello, Fiorano Modenese, Maranello, Fiorano Modenese, Sassuolo, Casalgrande, Reggio Emilia (sosta tecnica) Reggio Emilia, Parma |
| 15 gennaio 2006  | Piacenza, Caorso, Piacenza, Monticelli d'Ongina, Castelvetro Piacentino, Cremona (sosta tecnica) Cremona, Castellucchio, Curtatone, Mantova |
| 16 gennaio 2006  | Roncoferraro, Sustinente, Serravalle a Po, Ostiglia, Borgofranco sul Po, Carbonara di Po, Vigarano Mainarda, Ferrara (sosta tecnica) Ferrara, Rovigo, Verona |
| 17 gennaio 2006  | Vicenza, Rubano, Padova, Stra, Fiesso d'Artico, Mira, Venezia (sosta tecnica) Venezia (in parte in barca) |
| 18 gennaio 2006  | Venezia, Noventa di Piave, San Donà di Piave, Ceggia, Portogruaro (sosta tecnica) San Michele al Tagliamento, Latisana, Palazzolo dello Stella, Muzzana del Turgnano, San Giorgio di Nogaro, Trieste, Sgonico, Trieste                                                                                  |
| 19 gennaio 2006  | Doberdò del Lago, Ronchi dei Legionari, Monfalcone, Ronchi dei Legionari, Fogliano Redipuglia, Sagrado, Gradisca d'Isonzo, Romans d'Isonzo, San Vito al Torre (sosta tecnica) San Vito al Torre, Visco, Palmanova, Santa Maria la Longa, Pavia di Udine, Udine                                          |
| 20 gennaio 2006  | Gorizia, Nova Gorica, Lubiana (3 cerimonie e sosta tecnica) Klagenfurt am Wörthersee, Tarvisio |
| 21 gennaio 2006  | Villa Santina, Enemonzo, Socchieve, Ampezzo, Domegge di Cadore, Calalzo di Cadore, Longarone (sosta tecnica) Erto e Casso, Longarone, Ponte nelle Alpi, Belluno |
| 22 gennaio 2006  | Vittorio Veneto, Conegliano, San Vendemiano, Conegliano, San Fior, Conegliano, San Fior, Godega di Sant'Urbano (sosta tecnica) Godega di Sant'Urbano, Orsago, Sacile, Fontanafredda, Porcia, Pordenone, San Biagio di Callalta, Treviso                                                                 |
| 23 gennaio 2006  | Imer, Mezzano, Fiera di Primiero, Siror, Predazzo, Ziano di Fiemme, Panchià, Tesero (sosta tecnica) Cavalese, Carano, Termeno sulla Strada del Vino, Cortaccia sulla Strada del Vino, Magrè sulla Strada del Vino, Trento                                                                               |
| 24 gennaio 2006  | Tione di Trento, Villa Rendena, Darè, Vigo Rendena, Pelugo, Spiazzo, Strembo, Caderzone Terme, Giustino, Pinzolo, Carisolo, Pinzolo, Cles, Tassullo (sosta tecnica) Sanzeno, Romeno, Cavareno, Ronzone, Bolzano                                                                                         |
| 25 gennaio 2006  | Vigo di Fassa, Pozza di Fassa (in parte in sci), Mazzin (in sci), Campitello di Fassa, Canazei(in sci), Livinallongo del Col di Lana (in parte in sci), Corvara in Badia (sosta tecnica) Corvara in Badia (in sci), Selva di Val Gardena (in parte in sci), Santa Cristina Valgardena (in sci), Ortisei |
| 26 gennaio 2006  | Cortina d'Ampezzo (in parte su bob, in parte in sci e in parte a cavallo), Auronzo di Cadore (a cavallo e sosta tecnica) Cortina d'Ampezzo |
| 27 gennaio 2006  | Dobbiaco, Villabassa, Monguelfo, Brunico, Varna (sosta tecnica) Bressanone, Varna, Vipiteno, Racines, Merano |
| 28 gennaio 2006  | Livigno, Valdidentro, Bormio (sosta tecnica) Sondrio, Lecco, Malgrate, Lecco |
| 29 gennaio 2006  | Bergamo, Brescia, Offanengo (sosta tecnica) Crema, Bagnolo Cremasco, Crespiatica, Lodi, Milano |
| 30 gennaio 2006  | Sesto San Giovanni, Cologno Monzese, Cernusco sul Naviglio, Monza, Muggiò, Nova Milanese, Varedo, Saronno, Varedo, Limbiate, Solaro, Como (sosta tecnica) Como, Chiasso, Lugano, Varese |
| 31 gennaio 2006  | Verbania, Biella, Vercelli (sosta tecnica) Novara, Vercelli, Casale Monferrato, Pavia |
| 1º febbraio 2006 | Voghera, Tortona, Alessandria, Asti, Guarene (sosta tecnica) Alba, Savona (in parte in barca) |
| 2 febbraio 2006  | Imperia, Sanremo, Ospedaletti, Bordighera, Vallecrosia, Camporosso, Ventimiglia, Savona (sosta tecnica) Mondovì, Cuneo |
| 3 febbraio 2006  | Fossano, Savigliano, Saluzzo, Revello, Envie, Barge, Cavour (sosta tecnica) Cavour, Campiglione-Fenile, Bibiana, Torre Pellice, Luserna San Giovanni, Bricherasio, San Secondo di Pinerolo, Bricherasio, San Secondo di Pinerolo, Pinerolo, San Secondo di Pinerolo, Pinerolo                           |
| 4 febbraio 2006  | Pinerolo (a cavallo), Porte, Villar Perosa, Pinasca, Villar Perosa, Pinasca, Perosa Argentina (sosta tecnica) Perosa Argentina, Prali, Pomaretto, Perosa Argentina, Roure, Fenestrelle, Usseaux, Pragelato, Sestriere                                                                                   |
| 5 febbraio 2006  | Cesana Torinese, Oulx, Sauze d'Oulx (in parte in sci), Oulx, Salbertrand, Exilles (sosta tecnica) Exilles, Chiomonte, Gravere, Susa, Bussoleno, Borgone Susa, Condove, Bardonecchia |
| 6 febbraio 2006  | Claviere, Monginevro, Briançon, Grenoble (sosta tecnica) Grenoble, Montbonnot-Saint-Martin, Saint-Ismier, Saint-Nazaire-les-Eymes, Bernin, Le Touvet, Chambéry, Albertville |
| 7 febbraio 2006  | Courmayeur, Pré-Saint-Didier, Morgex, La Salle, Villeneuve, Saint-Pierre, Sarre, Aosta |
| 8 febbraio 2006  | Ivrea, Burolo, Bollengo, Caravino, Agliè, San Giorgio Canavese, Chivasso, Settimo Torinese, San Mauro Torinese, Chieri, Cambiano (sosta tecnica) Moncalieri, Nichelino, Orbassano, Avigliana, Buttigliera Alta, Rosta, Rivoli, Alpignano, Pianezza, Venaria Reale                                       |
| 9 febbraio 2006  | Rivoli, Collegno, Grugliasco, Collegno, Torino (sosta tecnica) Torino |
| 10 febbraio 2006 | Torino (cerimonia e sosta tecnica) Torino (in parte in barca, cerimonia di inaugurazione allo stadio Olimpico) |

### Contestazioni
Al passaggio della fiamma olimpica, in alcune città (tra le quali Pisa, Genova, Bologna, Parma, Padova, Venezia, Trieste, Bergamo, Brescia, Milano) si sono verificati episodi di contestazione contro uno degli sponsor della manifestazione, la Coca-Cola, che è oggetto di una campagna di boicottaggio mondiale lanciata dal sindacato colombiano SINALTRAINAL.
L'azienda sponsorizza i giochi olimpici da lungo tempo ed è classificata sul sito ufficiale delle olimpiadi Archiviato il 27 ottobre 2005 in Internet Archive. come "Worldwide Partner" assieme a Atos Origin, General Electric, Kodak, Lenovo, Manulife, McDonald's, Omega, Panasonic, Samsung e Visa. Il suo contributo economico alla manifestazione è rilevante e la sua sponsorizzazione gode di estrema visibilità: questo spiega la strategia degli attivisti che hanno scelto di contestare il passaggio del tedoforo per colpire la multinazionale.
Alle contestazioni si sono inoltre associati gruppi di militanti del movimento NO TAV che si oppone alla costruzione della linea ferroviaria ad alta velocità Torino-Lione in val di Susa.
Il 18 dicembre 2005, durante il passaggio a Genova, un gruppo di manifestanti è riuscito a bloccare il percorso della fiamma ed a spegnere la torcia per alcuni minuti. Il 23 gennaio 2006, durante il passaggio a Trento, per la prima volta nella storia dei Giochi,un gruppo di contestatori è riuscito a strappare per qualche minuto la fiamma dalle mani della tedofora Eleonora Berlanda.
A livello istituzionale i commenti sulle contestazioni sono stati quasi tutti di condanna, se si escludono le formazioni politiche di sinistra più vicine al movimentismo, ovvero Verdi, Rifondazione e Comunisti italiani. Il sindaco di Torino, Sergio Chiamparino, appartenente ai DS, ha avuto dure parole di riprovazione nei confronti dei manifestanti; il ministro Pisanu ha affermato che il rischio maggiore per il buono svolgimento delle olimpiadi sarebbero i gruppi antagonisti e no global.

## Braciere

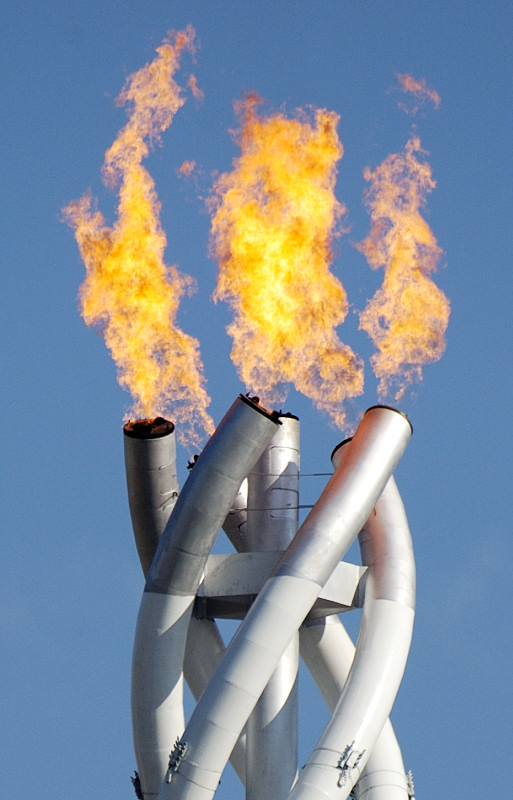
Il braciere olimpico di Torino 2006

Il braciere dello Stadio Olimpico, anch'esso disegnato da Pininfarina come la torcia, con i suoi 57 metri di altezza è il più alto in tutta la storia dei Giochi olimpici. Eretto all'esterno dello stadio lungo l'asse nord-sud, si compone di cinque tubi di 60 centimetri di diametro disposti in cerchio, che si torcono nella parte finale attorno ad un sesto tubo posto al centro.
È stato acceso la sera del 10 febbraio nel corso della cerimonia di apertura, ed ha continuato ad ardere fino al 26 febbraio, giornata conclusiva dei Giochi. Come tradizione, è stato spento nel corso della cerimonia di chiusura. Come per molti bracieri moderni, è stato riacceso per le Paralimpiadi ed è stato conservato anziché smantellato.